# Cyathea masapilidensis
Cyathea masapilidensis är en ormbunkeart som beskrevs av Edwin Bingham Copeland. Cyathea masapilidensis ingår i släktet Cyathea och familjen Cyatheaceae. Inga underarter finns listade.